# Rowton (Alberbury with Cardeston)
Rowton – przysiółek w Anglii, w hrabstwie Shropshire, w dystrykcie (unitary authority) Shropshire. Leży 2,3 km od Alberbury, 13 km od miasta Shrewsbury i 236,2 km od Londynu. Rowton jest wspomniana w Domesday Book (1086) jako Rutune.